# Josef Pichler (Bergführer)

Die Erstbesteigung des Ortlers durch Josef Pichler, Bild eines unbekannten Künstlers auf der Churburg

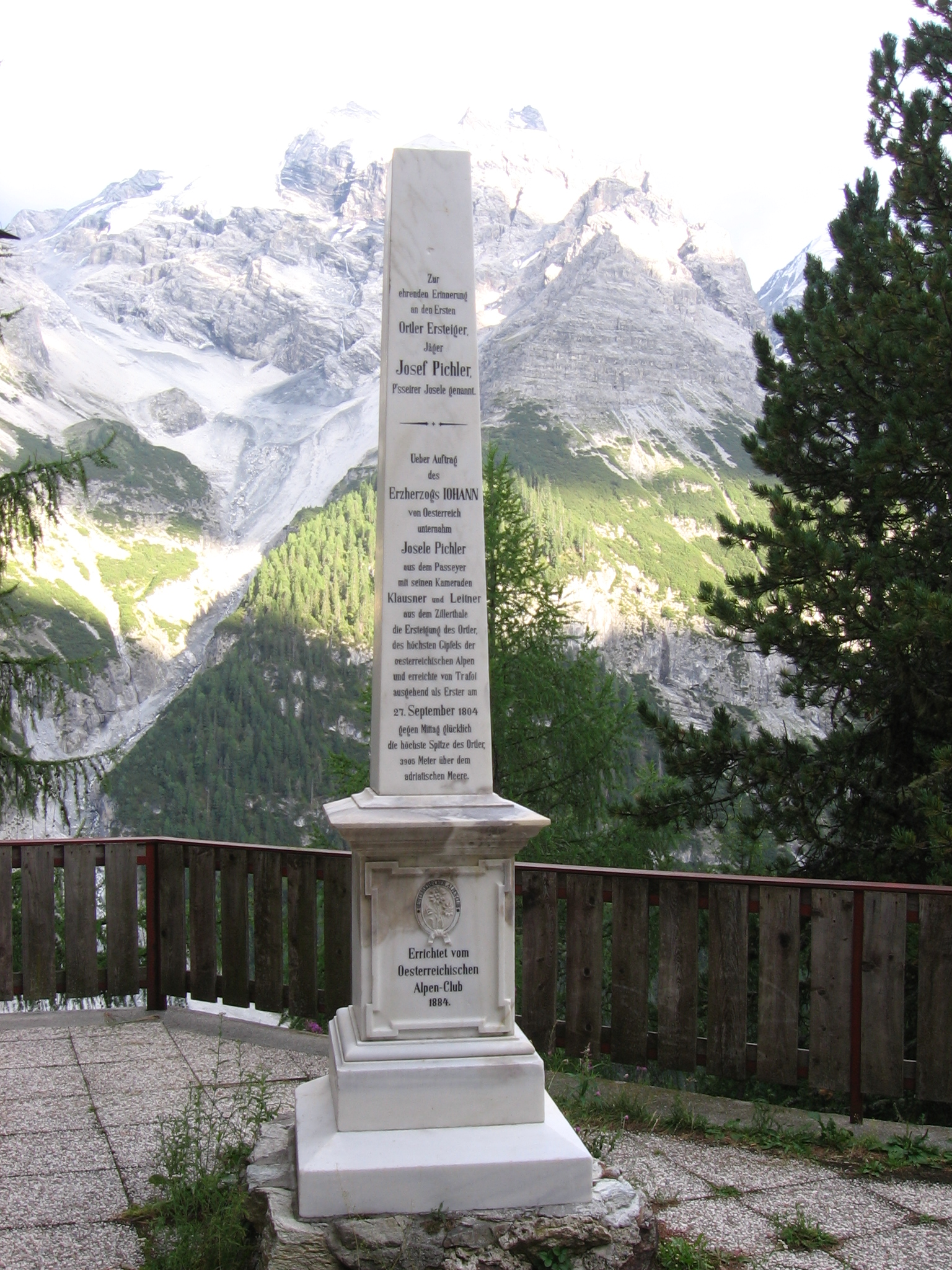
Der Obelisk an der Stilfser-Joch-Straße, im Hintergrund der Ortler

Josef Pichler (auch Pseirer Josele oder Pseyrer Josele, * 1765 in St. Leonhard in Passeier; † 1. Mai 1854 in Schluderns) war ein Südtiroler Gämsenjäger und Bergführer. Er wurde als Erstbesteiger des Ortlers bekannt.

## Leben
Josef Pichler verbrachte seine Kindheit und Jugend im Passeiertal. Später erhielt er eine Anstellung als Gämsenjäger für die Familie Trapp auf der Churburg in Schluderns. Als solcher war er äußerst geschickt, er soll üblicherweise 50 bis 60 Gämsen pro Jahr erlegt haben. Als 1804 der Beamte Johannes Gebhard nach Sulden reiste, um im Auftrag von Johann von Österreich die Erstbesteigung des Ortlers zu organisieren und den Einheimischen Geld für das Finden eines Weges zum Gipfel bot, meldete sich Pichler und gewann schnell das Vertrauen Gebhards, da er im Gegensatz zu anderen Bewerbern nur im Erfolgsfall Lohn verlangen wollte. Zusammen mit den von Gebhard mitgebrachten Zillertaler Bergsteigern Johann Leitner und Johann Klausner erreichte Pichler am 27. September 1804 den Gipfel von Trafoi aus über die Hinteren Wandlen. Dieser Weg gilt als schwierig und gefährlich und Pichlers Besteigung mit ungenügender Ausrüstung (ohne Seil und Eispickel) daher als hervorragende alpinistische Leistung. Der genaue Weg wurde aber nur aufgrund späterer Begehungen rekonstruiert, von Pichler selbst liegt kein Bericht vor, da dieser ebenso wie seine Seilgefährten Analphabet war.
Auch in den folgenden Jahren spielte Pichler bei der Erschließung des Ortlers eine wichtige Rolle. So fand er 1805 den Weg von Sulden über den Hintergrat, der bis heute einer der beliebtesten Anstiege zum Ortler ist. Auch dieser Weg gilt als für die damalige Zeit schwierig. Pichler und seine Helfer statteten den Hintergrat mit Fixseilen aus, um auch Gebhard den Aufstieg zu ermöglichen, und errichteten eine erste Schutzhütte unterhalb des Grates, die als erste Schutzhütte Tirols und Vorläufer der heutigen Hintergrathütte gilt. Weiters brachte Pichler brennbares Material zum Gipfel, um mittels eines Höhenfeuers die Besteigung des Ortlers zu beweisen, und begann mit den Arbeiten zur Errichtung einer Steinpyramide als Gipfelzeichen, die jedoch nicht vollendet wurde.
1826 führte Pichler einen alpinistisch unerfahrenen Wiener Offizier namens Schebelka auf den Ortler, 1834 den Alpinisten Peter Karl Thurwieser. Bei dieser letzten Besteigung erreichte der bereits siebzigjährige Pichler selbst allerdings nicht mehr den Gipfel.
Josef Pichler liegt in Schluderns begraben, sein Grab kann bis heute besichtigt werden. Am Weißen Knott an der Stilfser-Joch-Straße errichtete der Österreichische Alpenklub 1884 einen Obelisken zu seinen Ehren, in Schluderns steht ein 2004 errichtetes Denkmal Josef Pichlers.